# Григорчук Іван Федорович
Іва́н Фе́дорович Григорчу́к (17 лютого 1927, Корнич — 27 червня 2023, Чернівці) — український математик. У 1944—46 — воїн Української повстанської армії.

## Життєпис
Закінчив заочно Чернівецький університет (1950—1956). У 1959 закінчив аспірантуру там же у М. К. Фаґе.
У червні 1965 у Інституті математики АН УРСР захистив дисертацію: «{\displaystyle L}-базиси та їх застосування до деяких питань теорії функцій»,
перший опонент (фактично науковий керівник) — В. К. Дзядик, другий опонент — А. Ю. Лучка.

## Родина
- Син Ростислав Григорчук (1953), математик, почесний професор Техаського A&M університету(інші мови).

## Деякі праці
- Ежегодник ЧТУ за 1957 г.
- Первая Республиканская математическая конференция молодых исследователей. Киев, 2-4 апреля 1964 г. Труды. Ин-т математики АН УССР, Киев, 1965, вып. 2.
- Оцінки функцій {\displaystyle L-}базису і одне узагальнення многочленів Бернштейна // Укр. мат. журн. - 1965. - 17. №1. - С.18-25.
- Оцінки функцій {\displaystyle L-}базису та їх застосування до деяких питань теорії функцій // Доп. АН УРСР. - 1965. - 7. - С.840-843.
- Про наближення функцій {\displaystyle L-}многочленами // Доп. АН УРСР. 1966. 2. С.143-147.
- Про одну властивість функцій {\displaystyle L-}базису // Укр. мат. журн. 1972. 24. №2. - С.220-225.
- Про наближення функції Коші-Гріна звичайного    диференціального рівняння многочленами // Тези доповідей Всесоюзної школи "Теорія наближень функцій". Луцьк, 1989. - С.11.